# Wacław Daszkiewicz
Wacław Daszkiewicz (ur. 24 stycznia 1893 w Dalnowie k. Kiejdan, zm. 18 stycznia 1958 prawdopodobnie w Moskwie) – pułkownik Armii Czerwonej, generał brygady ludowego Wojska Polskiego.

## Życiorys
Przed I wojną światową skończył dwie klasy liceum przy Średniej Szkole Agronomicznej w Kownie. W sierpniu 1914 wstąpił do carskiej armii, gdzie został podoficerem piechoty na froncie niemieckim. Od lipca do grudnia 1916 roku elew Oficerskiej Szkoły Piechoty w Pskowie, po ukończeniu której został podporucznikiem i dowódcą plutonu i zastępcą dowódcy kompanii w 548. Czugujewskim Pułku Piechoty. Od kwietnia do sierpnia 1917 roku dowódca kompanii 1. Polskiego Zapasowego Pułku Strzelców (Rewolucyjny Pułk Polski) w Biełgorodzie. Po rewolucji lutowej aktywny działacz rewolucyjny, członek komitetu pułkowego. Znacząco przyczynił się do buntu pułku i jego przejścia na stronę bolszewików. W maju 1917 wstąpił do biełgorodzkiej organizacji SDPRR(b). VIII-X 1917 pomocnik dowódcy pułku strzelców w Mińsku. Podczas rewolucji październikowej dowodził oddziałem przy zajmowaniu budynku Poczty Głównej w Mińsku, po czym został jej komisarzem. W walkach w listopadzie 1917 został ranny. Od grudnia 1917 dowódca 1. Rewolucyjnego Pułku im. Rady Delegatów Robotniczych. Od lutego 1918 instruktor na kursach dowódców nowo powstałej Armii Czerwonej, od sierpnia 1918 dowódca batalionu w 63. Pułku Piechoty. 3 XII 1918 - 22 X 1922 studiował w Akademii Wojskowej im. M. Frunze w Moskwie, podczas studiów brał również udział w walkach z "białymi". V-XI 1919 dowódca brygady w 52. Dywizji Piechoty Armii Czerwonej, a VIII-XII 1920 podczas wojny z Polską p.o. szefa sztabu mającej powstać 1. Polskiej Armii Czerwonej. Po studiach dowódca pułku piechoty w 2. Dywizji Piechoty. Od 10 VIII 1923 zastępca szefa sztabu okręgu wojskowego, od początku 1926 oficer wywiadu wojskowego jako pracownik służby dyplomatycznej i przemysłu wojennego. Od 8 VIII 1931 ponownie w służbie liniowej, został zastępcą szefa sztabu korpusu piechoty. W 1935 ukończył zaoczne studia na Fakultecie Operacyjnym Akademii Wojskowej im. Frunze i został wykładowcą na kursach wojsk pancernych w tej akademii jako asystent Katedry Taktyki Ogólnej. W grudniu 1935 mianowany pułkownikiem. W 1938 przygotował pracę do otrzymania stopnia docenta z dziedziny wyszkolenia z taktyki ogólnej, jednak w ramach czystek stalinowskich został zwolniony do rezerwy i najprawdopodobniej został uwięziony. 15 II 1940 ponownie powołany do służby jako zastępca komendanta oficerskich kursów dokształcających. Od 15 XII 1940 do 15 IV 1944 wykładał w Akademii Wojskowej Armii Czerwonej w Moskwie. Nie brał udziału w działaniach wojennych. 
15 kwietnia 1944 roku został skierowany do służby w  PSZ w ZSRR, został zastępcą komendanta do spraw taktyki organizującej się Wyższej Szkoły Oficerskiej PSZ w ZSRR w Riazaniu. Do 12 czerwca 1944 roku był również pełniącym obowiązki jej komendanta. Z powodu złej opinii generała brygady Witalisa Martanusa z 5 sierpnia 1944 roku i wniosku o przeniesienie, 6 października 1944 roku zdał obowiązki i 5 dni potem został szefem Oddziału Inspektorów Centrum Wyszkolenia Oficerów. Od 1 czerwca 1945 roku zastępca szefa Oddziału Oficerskich Szkół Piechoty w Departamencie Piechoty i Kawalerii MON. Od 10 września 1945 roku pełnił obowiązki szefa sztabu Dowództwa Okręgu Wojskowego Nr V w Krakowie. Uchwałą Prezydium Krajowej Rady Narodowej z 14 grudnia 1945 roku został mianowany generałem brygady z prawem noszenia dystynkcji od 24 grudnia i starszeństwem z 1 stycznia 1946 roku. 2 maja 1946 roku uzyskał bardzo dobrą opinię generała brygady Mikołaja Prus-Więckowskiego, przeniesiony do Sztabu Generalnego WP jako szef Oddziału VII Wyszkolenia Bojowego. 28 grudnia 1946 roku zakończył służbę w Wojsku Polskim. 4 stycznia 1947 roku wyjechał do ZSRR. Dalszy przebieg jego służby w Armii Radzieckiej nie jest znany. Mieszkał w Moskwie.
W 1967 jego imię otrzymał Ośrodek Szkolenia Służby Inżynieryjno-Budowlanej WP.

## Ordery i odznaczenia
- Krzyż Oficerski Orderu Odrodzenia Polski (1945)
- Order Lenina
- Order Wojny Ojczyźnianej I klasy
- Medal „Za zwycięstwo nad Niemcami w Wielkiej Wojnie Ojczyźnianej 1941–1945”